# 巴拉克魯斯
巴拉克魯斯 （古希臘語：: Bάλακρoς），父親叫做尼卡諾爾 。
巴拉克魯斯是亞歷山大大帝早期的近身護衛官之一，他在前333年伊蘇斯戰役後被命為奇里乞亞總督。巴拉克魯斯後來在亞歷山大統治期間，於皮西迪亞人交戰時陣亡。他很可能娶了安提帕特的女兒菲拉。

## 來源
1. ↑  阿利安, 亞歷山大遠征記, ii. 12
2. ↑  西西里的狄奧多羅斯, Bibliotheca, xviii. 22
3. ↑  弗提, Bibliotheca, cod. 166

- 威廉·史密斯，《希腊羅馬的神話和傳記辭典》, "Balacrus (1)" （页面存档备份，存于）, 波士頓, (1867)